# Templo de Guoqing

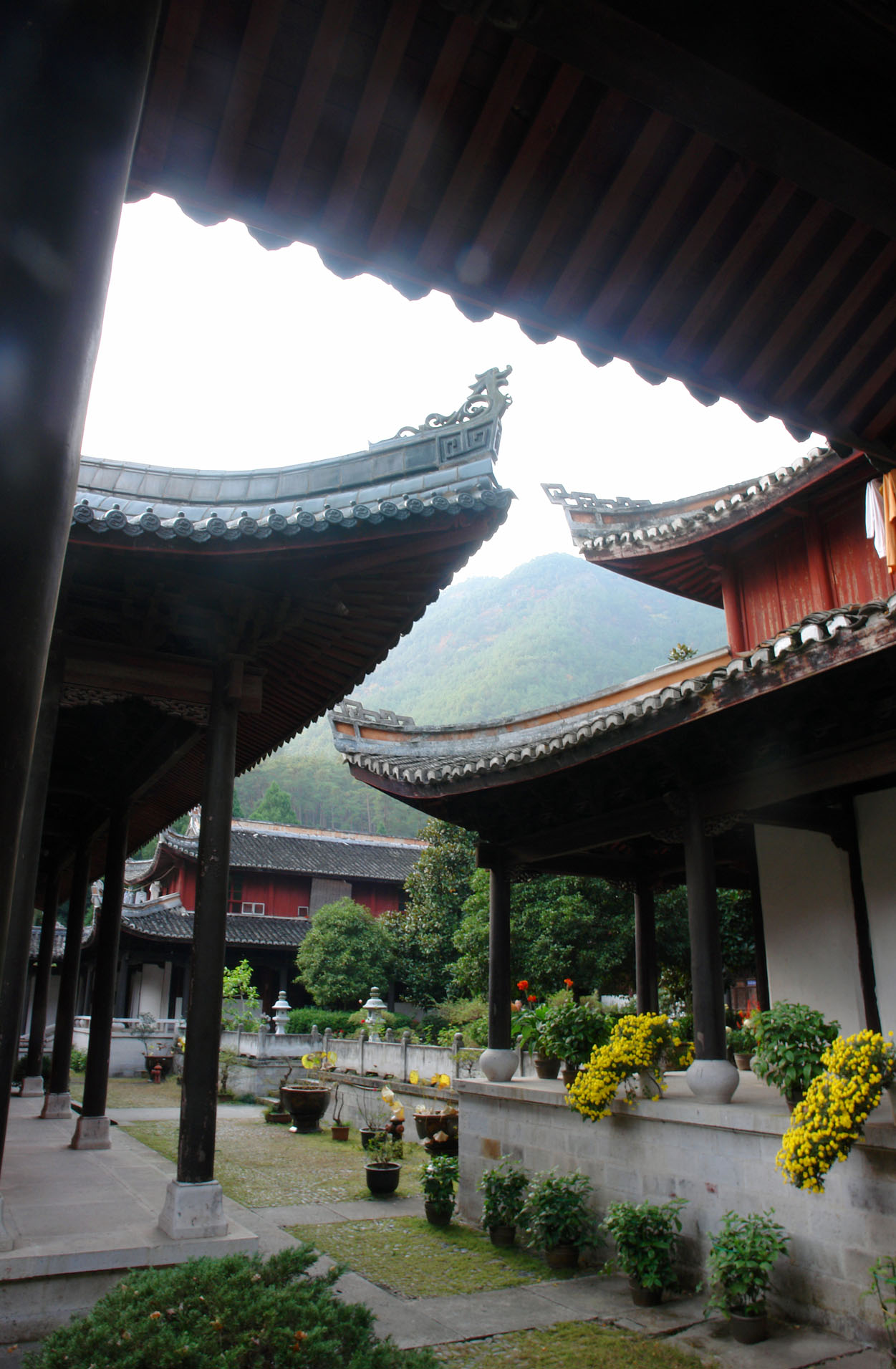
Templo de Guoqing, en Tiantai

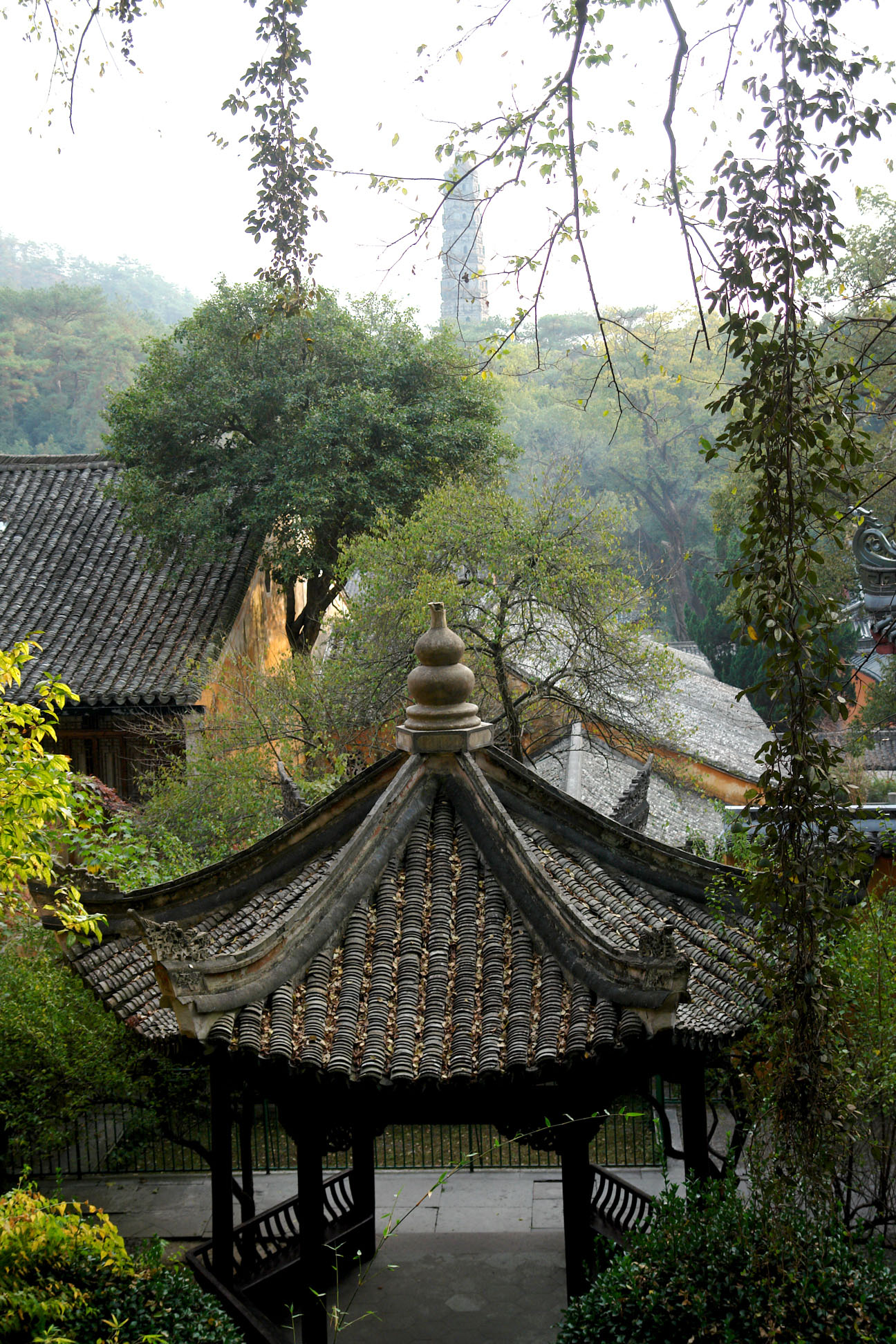
El templo de Guoqing

El templo de Guoqing (chino simplificado: 国清寺; chino tradicional: 國清寺; pinyin: Guóqīng sì; Wade–Giles: Kuoch'ing Szu) es un templo budista situado en la cordillera del Tiantai, en la provincia de Zhejiang (República Popular China). Se construyó en el año 598 y fue restaurado en la dinastía Qing. Su pagoda del siglo VI es la segunda más antigua de China.
Este templo montañés es el lugar en que el budismo chino se separó de las enseñanzas budistas procedentes de la India. La Escuela Budista del Tiantai se extendió desde allí a Corea y a Japón durante la dinastía Tang (618-907).
También es famoso por los poemas de Hanshan, que vivió en sus inmediaciones.